# کرالیتسه نا هانه
کرالیتسه نا هانه (به چکی: Kralice na Hané) یک منطقهٔ مسکونی در جمهوری چک است که در ناحیه پروستییوو واقع شده‌است. کرالیتسه نا هانه ۱۲٫۶۶ کیلومتر مربع مساحت و ۱٬۵۰۰ نفر جمعیت دارد و ۲۱۴ متر بالاتر از سطح دریا واقع شده‌است.